# Equitazione ai Giochi della V Olimpiade - Salto ostacoli a squadre
La competizione del salto ostacoli a squadre di equitazione dai Giochi della V Olimpiade si è svolta il 17 luglio presso lo Stadio Olimpico di Stoccolma.

## Classifica finale
Le squadre erano composte da 3 o 4 cavalieri. Ai fini della classifica contavano i tre migliori risultati.
| Pos.    | Nazione     | Binomio                       | Binomio     | Tempo | Errori | Punti | Totale |
| Pos.    | Nazione     | Cavaliere                     | Cavallo     | Tempo | Errori | Punti | Totale |
| ------- | ----------- | ----------------------------- | ----------- | ----- | ------ | ----- | ------ |
| Oro     | Svezia      | Gustaf Lewenhaupt             | Medusa      | 3'36" | 2      | 188   | 545    |
| Oro     | Svezia      | Gustaf Kilman                 | Gåtan       | 3'45" | 10     | 180   | 545    |
| Oro     | Svezia      | Hans von Rosen                | Lord Iron   | 3'51" | 13     | 177   | 545    |
| Oro     | Svezia      | Fredrik Rosencrantz           | Drabant     | 4'03" | 19     | 171   | 545    |
| Argento | Francia     | Pierre Dufour d'Astafort      | Amazone     | 3'37" | 5      | 185   | 538    |
| Argento | Francia     | Jacques Cariou                | Mignon      | 3'38" | 8      | 182   | 538    |
| Argento | Francia     | Bernard Meyer                 | Allons-y    | 3'51" | 19     | 171   | 538    |
| Argento | Francia     | Albert Seigner                | Cocotte     | 3'26" | 20     | 170   | 538    |
| Bronzo  | Germania    | Sigismund Freyer              | Ultimus     | 3'22" | 9      | 181   | 530    |
| Bronzo  | Germania    | Wilhelm von Hohenau           | Pretty Girl | 3'14" | 13     | 177   | 530    |
| Bronzo  | Germania    | Ernst Deloch                  | Hubertus    | 3'42" | 18     | 172   | 530    |
| Bronzo  | Germania    | Federico Carlo di Prussia     | Gibson Boy  | 3'23" | 24     | 166   | 530    |
| 4       | Stati Uniti | Jack Montgomery               | Deceive     | 3'31" | 10     | 180   | 527    |
| 4       | Stati Uniti | Guy Henry                     | Chiswell    | 3'42" | 16     | 174   | 527    |
| 4       | Stati Uniti | Ben Lear                      | Poppy       | 3'36" | 17     | 173   | 527    |
| 5       | Russia      | Aleksandr Rodzyanko           | Eros        | 3'31" | 14     | 176   | 520    |
| 5       | Russia      | Mikhail Pleshkov              | Yvette      | 3'39" | 18     | 172   | 520    |
| 5       | Russia      | Aleksey Selikhov              | Tugela      | 3'53" | 18     | 172   | 520    |
| 5       | Russia      | Dmitrij Pavlovič Romanov      | Unité       | 3'06" | 21     | 169   | 520    |
| 6       | Belgio      | Emmanuel de Blommaert de Soye | Clonmore    | 3'30" | 2      | 188   | 510    |
| 6       | Belgio      | Gaston de Trannoy             | Capricieux  | 3'44" | 28     | 162   | 510    |
| 6       | Belgio      | Paul Covert                   | La Sioute   | 3'50" | 30     | 160   | 510    |